# Schörfling am Attersee
Schörfling am Attersee är en ort och kommun i Österrike. Den ligger i distriktet Vöcklabruck i förbundslandet Oberösterreich. Schörfling am Attersee, som för första gången nämns i ett dokument från år 803, har 3 528 invånare (2024).
Kommunen består av tio orter (Ortschaften) (inom parentes invånarantal 1 januari 2024):

- Fantaberg (79)
- Kammer (505)
- Marktwald (23)
- Moos (86)
- Niederham (54)
- Oberhehenfeld (877)
- Schörfling (1 667)
- Steinbach (60)
- Sulzberg (134)
- Wörzing (43)